# Новомихайловка (Дуванский район)
Новомихайловка (баш. Яңы Михайловка) — деревня в Дуванском районе Республики Башкортостан Российской Федерации. Входит в состав Михайловского сельсовета.

## География

### Географическое положение
Расстояние до:
- районного центра (Месягутово): 33 км,
- центра сельсовета (Михайловка): 8 км,
- ближайшей ж/д станции (Сулея): 108 км.

## Население
| 2002 | 2010 |
| ---- | ---- |
| 180  | ↘176 |

## Известные уроженцы, жители
- Осипов, Виктор Иванович — советский грунтовед, инженер-геолог, лауреат Государственной премии СССР (1988), действительный член АН СССР (1991), доктор геолого-минералогических наук (1977), профессор кафедры инженерной геологии и охраны геологической среды геологического факультета МГУ (1977).

## Инфраструктура
Личное подсобное хозяйство с зоной сельскохозяйственного использования, индивидуальная застройка усадебного типа.
Основа экономики — сельское хозяйство.

## Транспорт
Деревня доступна автотранспортом. Просёлочная дорога от села	Михайловка.